# La Cornassa
La Cornassa és una serra del municipi de Castell de Mur, al Pallars Jussà, dins del terme antic de Mur. Està situada en territori de l'antic poble del Meüll.
Forma un contínuum amb la Serra del Meüll, que queda a ponent, i el Serrat Rodó, al nord-est. Les dues segones són, de fet, un contrafort de la primera. Passa per la Cornassa el Camí de Sellamana.